# Француска Полинезија на Светском првенству у атлетици на отвореном 2023.
Француска Полинезија је учествовала на 19. Светском првенству у атлетици на отвореном 2023. одржаном у Будимпешти од 19. до 27. августа петнаести пут. Репрезентацију Француске Полинезије представљао је 1 атлетичар који се такмичио у трци на 100 метара.,
На овом првенству такмичар Француске Полинезије није освојио ниједну медаљу али је остварио лични рекорд.

## Учесници
Мушкарци: 
- Мануихеи Теаха — 100 м

## Резултати

### Мушкарци
| Атлетичар      | Дисциплина | Лични рекорд | Предтакмичење | Предтакмичење | Квалификације        | Квалификације        | Полуфинале           | Полуфинале           | Финале               | Финале       | Детаљи |
| Атлетичар      | Дисциплина | Лични рекорд | Резултат      | Место         | Резултат             | Место                | Резултат             | Место                | Резултат             | Место        | Детаљи |
| -------------- | ---------- | ------------ | ------------- | ------------- | -------------------- | -------------------- | -------------------- | -------------------- | -------------------- | ------------ | ------ |
| Мануихеи Теаха | 100 м      |              | 11,66 ЛР      | 6. у гр. 3    | Није се квалификовао | Није се квалификовао | Није се квалификовао | Није се квалификовао | Није се квалификовао | 23 / 71 (75) |        |